# 姚溱
姚溱（1921年—1966年8月7日），江苏南通人，中华人民共和国政治人物。

## 生平
姚溱早年参加抗日战争，担任《大众》周刊编辑、新华通讯社华中总分社编辑部副主任。中华人民共和国成立后，担任中共上海市委宣传部副部长。1954年，升任中共中央宣传部副部长等职位，兼任第三届全国人民代表大会常务委员会副秘书长等。文化大革命初期，曾经参与谈论编写二月提纲，解释吴晗与彭德怀、《海瑞罢官》与庐山会议无关系。后因文革的扩大化，姚溱受迫害自缢身亡。